# Liudmyla Kuklinovska
Liudmyla Kuklinovska (en ucraniano: Людмила Кукліновска; 4 de enero de 1998) es una deportista ucraniana que compite en piragüismo en la modalidad de aguas tranquilas.
Ganó una medalla de oro en el Campeonato Mundial de Piragüismo de 2024, en la prueba de K1 200 m. En los Juegos Europeos de Minsk 2019 obtuvo una medalla de oro en la prueba de K2 200 m.

## Palmarés internacional
| Campeonato Mundial | Campeonato Mundial      | Campeonato Mundial | Campeonato Mundial |
| Año                | Lugar                   | Medalla            | Competición        |
| ------------------ | ----------------------- | ------------------ | ------------------ |
| 2024               | Samarcanda (Uzbekistán) | Medalla de oro     | K1 200 m           |
| Juegos Europeos    |                         |                    |                    |
| Año                | Lugar                   | Medalla            | Competición        |
| 2019               | Minsk (Bielorrusia)     | Medalla de oro     | K2 200 m           |